# Jonjo Dickman
Jonjo Dickman (* 11. Oktober 1981 in Hexham) ist ein ehemaliger englischer Fußballspieler.

## Karriere
Jonjo Dickman entstammt der Jugendakademie des AFC Sunderland und erhielt im November 1998 seinen ersten Profivertrag. In den folgenden Jahren kam der Mittelfeldakteur regelmäßig im Reserveteam zum Einsatz. Nach einem Kreuzbandriss drohte Dickman das Karriereende, er erholte sich allerdings von der Verletzung. Zu seinem Debüt in der Premier League kam er am 21. März 2003, als er von Trainer Mick McCarthy zur zweiten Halbzeit gegen Manchester City (Endstand 0:3) eingewechselt wurde. Dies blieb Dickmans einziger Pflichtspieleinsatz für Sunderland, die am Saisonende deutlich abgeschlagen abstiegen. Im Frühjahr 2004 wurde er auf Leihbasis an den Viertligisten York City abgegeben, nach zwei Ligaeinsätzen kehrte er allerdings verletzungsbedingt zu Sunderland zurück.
Nachdem er in der Saison 2004/05 weiterhin in Sunderlands Reserveteam spielte und die Mannschaft teilweise als Kapitän anführte, wechselte er im Frühjahr 2004 ablösefrei in die Football League Two zum FC Darlington. Dort etablierte er sich rasch im zentralen Mittelfeld und erzielte am letzten Saisonspieltag seinen ersten Treffer im Profifußball. Er verlängerte seinen zum Saisonende auslaufenden Vertrag um ein weiteres Jahr und gehörte unter Trainer David Hodgson den Großteil der Saison zum Stammpersonal, als die Play-off-Plätze nur knapp verpasst wurden. Trotz insgesamt 40 Pflichtspielen in der Saison 2005/06 bestand am Saisonende von Vereinsseite kein Interesse an einer Vertragsverlängerung und Dickman driftete in den Non-League football ab. Im September 2006 schloss er sich dem AFC Consett mit Spielbetrieb in der neuntklassigen Northern Football League und absolvierte über 150 Spiele für den Klub.
Sein Bruder Elliott Dickman, selbst talentierter Nachwuchsspieler bei Manchester United, Sunderland und in englischen Juniorennationalteams, musste seine Karriere nach einer schweren Hüftverletzung frühzeitig beenden und übernahm eine Stelle im Nachwuchsbereich Sunderlands.